# Ermita de Santa Madrona (Barcelona)
|  | No s'ha de confondre amb Santa Madrona del Poble-sec. |

L'ermita de Santa Madrona és un edifici de la muntanya de Montjuïc de Barcelona catalogat com a bé cultural d'interès local.

## Arquitectura
Es troba al recinte del Palauet Albéniz, en un punt a mig camí entre el Museu Nacional d'Art de Catalunya i el Museu Etnològic de Barcelona. Actualment només es pot visitar un cop l'any, el quart diumenge després de la Pasqua de Resurrecció, amb motiu de l'aplec de Santa Madrona. És una petita edificació de planta rectangular amb la teulada a doble vessant que desaigua a les façanes laterals. La façana principal, en un dels extrems curts, té una portade llinda emmarcada per carreus de pedra ben treballats; a la llinda hi ha la inscripció «1754». Per sobre hi ha un ull de bou fet amb maons i corona la façana un petit campanar d'espadanya construït amb maons. A les dues façanes laterals hi ha ulls de bou, però en una d'elles, a més, s'obre una porta d'arc rebaixat. El parament és de pedra devastada irregular unida amb morter excepte les cantonades que estan fetes amb carreus escairats.
L'interior és enguixat, amb restes de pintures al fresc. Té la testera plana però la zona de l'altar està ressaltada per dues mènsules que aguanten un arc de mig punt i el terra s'ha pujat lleugerament amb un esglaó. L'altar és de pedra i, incrustat a la paret, hi ha una cartel·la que sosté la figura de la santa.

## Història
La llegenda de santa Madrona diu que era una noia nascuda a Barcelona al segle iii, en època de l'emperador Dioclecià. Va anar a viure a Tessalònica (Grècia), on va treballar de minyona, però la van martiritzar per la seva fe cristiana. Anys més tard, uns comerciants francesos van comprar el seu cos incorrupte per portar-lo, en vaixell, a Marsella. Enmig d'una tempesta unes orenetes van començar a cantar per avisar-los que a prop hi havia terra ferma, la muntanya de Montjuïc. Els mariners van desembarcar i van deixar el cos en una ermita dedicada a Sant Fruitós. En diverses ocasions, els mariners van intentar tornar a embarcar per dur a la santa a Marsella però cada cop que ho feien tornava a ploure. Finalment van entendre que la santa es volia quedar a la seva ciutat natal.
El cos es va quedar en l'ermita de Sant Fruitós que, segons la tradició, fou construïda prop d'una vil·la romana on hi vivien els pares de la santa. Amb el tems va passar a dir-se de Santa Madrona. El 1117, la custòdia de la capella i d'un petit convent annex va ser encomanada als monjos benedictins de Sant Pau del Camp. El 1563 va ser oferta als caputxins, que se'n feren càrrec el 1578. Entre 1582 i 1618 ocuparen el recinte els servites i l'any següent hi tornaren els caputxins, que hi edificaren una nova església.
La Guerra dels Segadors va afectar l'edifici, ocupat militarment fins al 1660, i el 1664 es va consagrar una nova església, ja reconstruïda, que resultà destruïda el 1713, a causa del combat del Convent de Santa Madrona durant la Guerra de Successió Espanyola, l'any 1713, però es va aixecar de nou al 1754. Va ser restaurada al 1907 i al 1947.
Les restes de la santa es van moure diverses vegades de lloc fins que al 1909, durant la Setmana Tràgica, l'església de Santa Madrona al Poble Sec va ser cremada i amb ella el cos de la santa. Posteriorment, el veí Evelí Bulbena va donar a la parròquia una relíquia que deia que havia pogut salvar i que és l'única resta que en queda, venerada avui a la mateixa església del Poble Sec. El 1563 el Consell de Cent va decidir fer-la patrona de Barcelona.
Arran d'una intervenció arqueològica a la zona, segons Josep de la Vega, un mil·liari catalogat per Emil Hübner, que situa en el camí antic de València, es va trobar a prop de l'ermita de Santa Madrona. La inscripció deia textualment: D N / FI. VET. EREN / NIONI. PIO / T / N. O. / C.